# Quednauer Kirche

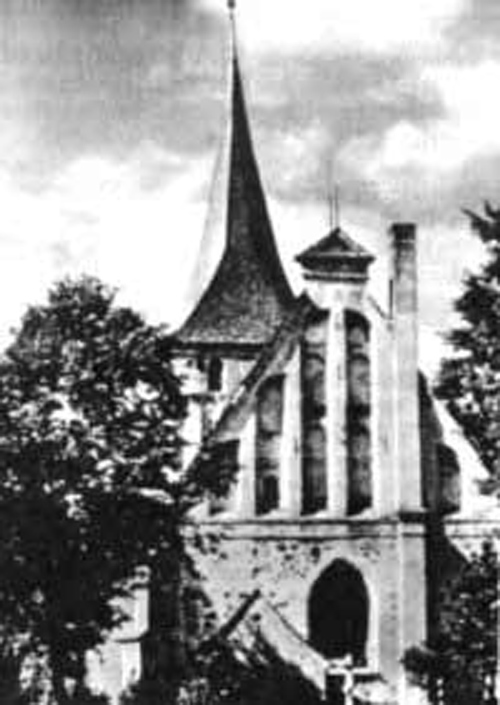
Die Quednauer Kirche im Jahre 1930

Die Quednauer Kirche (russisch Кирха Кведнау) war im nördlichen Stadtteil Quednau (heute russisch: Sewernaja Gora) in Königsberg (Preußen) (Kaliningrad) gelegen. Die Ausfallstraße in Richtung Cranz (Selenogradsk) im heutigen Stadtbezirk des Leningrader Rajon führte an ihr vorbei. Bis zum Stadtzentrum Königsbergs waren es nur 7 Kilometer.

## Kirchengebäude
Eine erste Kirche hat es in Quednau bereits im 13. Jahrhundert gegeben. Zunächst war sie nur eine Wallfahrtskirche für Fischer und Seefahrer. 1507 erfolgte ein Neubau aus verputzten Feldsteinen. Die Kirche wurde im 19. Jahrhundert mehrfach renoviert.
Das Gotteshaus war reich an Grabsteinen und Epitaphen aus dem 17. und 18. Jahrhundert. Neben der Kanzel wurde die angebliche Rüstung des Henning Schindekopf ausgestellt, der in der Schlacht bei Rudau 1370 den Tod fand und im Magdalenenkloster in Quednau beigesetzt worden war.
Im Zweiten Weltkrieg blieb die Kirche fast gänzlich von der Zerstörung bewahrt, wurde aber in den Folgejahren vernachlässigt und verfiel. In den beginnenden 1970er Jahren wurden ihre Mauern vollständig abgetragen. Ein Wiederaufbau fand nicht statt. Auf dem Gelände des Gebäudes befand sich jahrzehntelang eine von Bäumen umwachsene Wiese; gegen 2015 wurde ein Wohnhochhaus an der Stelle der ehemaligen Kirche erbaut.
Die 1710 gegossene Glocke (eine von zwei) hat den Krieg überstanden und läutet heute in der evangelisch-lutherischen Martinikirche im niedersächsischen Stöckheim.

## Kirchengemeinde
Quednau war ein altes Kirchdorf und verfügte bereits 1268 über ein Gotteshaus. Die Reformation hielt hier früh Einzug. Gehörte die Gemeinde anfangs zur Inspektion Neuhausen (russisch: Gurjewsk), so war die Pfarrei bis 1945 dem Kirchenkreis Königsberg-Land II (nördlich des Pregel) innerhalb der Kirchenprovinz Ostpreußen der Kirche der Altpreußischen Union zugeordnet.
Seit dem Zweiten Weltkrieg und nach der Flucht und Vertreibung der einheimischen Bevölkerung ruhte das kirchliche Leben während der Zeit der Sowjetunion.
In den 1990er Jahren entstand in Kaliningrad neues evangelisches Leben, was 1996 zum Bau der neuen Auferstehungskirche am Prospekt Mira führte, die die Hauptkirche der neu entstandenen Propstei Kaliningrad in der Evangelisch-lutherischen Kirche Europäisches Russland (ELKER) wurde. In ihrem Einzugsbereich liegt das heutige Sewernaja Gora.

## Kirchspielorte
Zur Quednauer Kirche gehörte ein breitflächiges Kirchspiel:
| Name        | Russischer Name |  | Name         | Russischer Name |
| ----------- | --------------- |  | ------------ | --------------- |
| Absintkeim  |                 |  | Neuhof       | Timofejewka     |
| Achtmorgen  |                 |  | Quednau      | Sewernaja Gora  |
| Aweyken     | Swiridowo       |  | Rothenstein  | Kutusowo        |
| Ballieth    | Perwomaiski     |  | Schäferwalde |                 |
| Beydritten  | Perwomaiski     |  | Samitten     | Dubossekowo     |
| Dammbruch   |                 |  | Sandlauken   | Doroschny       |
| Ernsthof    |                 |  | Stantau      | Mitino          |
| Fräuleinhof | Kutusowo        |  | Stiegehnen   | Sokolowka       |
| Kummerau    | Newskoje        |  | Sudau        | Maikowo         |
| Maraunenhof | Bolschije Prudy |  | Trutenau     | Medwedewka      |
| Matzkahlen  | Bogatowo        |  | Wilky        | Mendelejewo     |
| Nesselbeck  | Orlowka         |  | Ziegelau     |                 |

## Pfarrer
Von der Reformation bis zum Jahre 1945 amtierten an der Quednauer Kirche 30 evangelische Geistliche, darunter in den letzten Jahren zahlreiche Hilfsprediger auf Zeit, die zur Verstärkung eingesetzt waren::
- NN., 1538–1542
- Peter Nimpsch, ab 1542
- Erhardus Sperber, 1554–1558
- Anton Embd, 1559/1579
- Michael Krüger, um 1587
- Eberhard Wolf, bis 1596
- Christoph Scolm, 1597–1602
- Nicolaus Richard, ab 1602
- Michael Friebelius, 1610–1621
- Gottfried Seumius, 1621
- Laurentius Andreä, 1623–1660
- Heinrich Julius Hagemann, 1660–1669
- Anton Laymarius, 1669–1678
- Johann Storbeck, 1677–1705
- Johann Lindenblatt, 1706–1738
- Matthias Gabriel, 1738–1780
- David Simon Bannert, 1779–1812
- Karl Friedrich Erdmann, 1812–1834
- Karl Fr. W. Stosnowski, 1834–1868
- Karl Ludwig Fischer, 1868–1895
- Paul Gerhard Fischer, 1894–1896
- Wilhelm Diekmann, 1895–1916
- (Emil Hugo) Louis Siedel, 1918–1930[8]
- Johann Gustav Brehm, 1930–1945
- Kurt Riemann, ab 1936
- Kurt Georg Bachler, 1937
- Günther Siltmann, 1938–1943
- Alfons Neumann, 1939
- Walter Pallentin, 1939
- Bruno Podlasly, 1939